# François Nicolas Benoît Haxo
François-Nicolas-Benoît Haxo (24. června 1774 v Lunéville – 25. června 1838 v Paříži) byl francouzský vojenský inženýr a generál za Francouzské revoluce a Prvního císařství. Proslavil se při obléhání Antverp v roce 1832. Byl srovnáván s Vaubanem kvůli četným vítězným obléháním, ke kterým přispěl, a kvůli svým inovacím v opevnění.

## Životopis
Jeho otcem byl Nicolas Benoît Haxo, královský rádce a matkou Marie Catherine Hurtevin Montauban. Byl synovcem generála Nicolase Haxa a architekta Richarda Miqueho. V raném věku se rozhodl pro vojenské povolání. V roce 1793 promoval jako poručík na škole dělostřelců a ženistů v Châlons-sur-Marne a krátce nato se v roce 1794 stal kapitánem ženistů v Rýnské armádě. Jeho postup byl tehdy vzhledem k jeho pozoruhodným schopnostem poměrně pomalý. V roce 1796 absolvoval kurzy na École polytechnique. V roce 1801 se stal velitelem praporu po dobytí Fort Bard italskou armádou.
Jako první zavedl použití ekvidistantních horizontálních křivek pro znázornění reliéfu terénu, což vedlo k rychlému pokroku ve štábních mapách. V roce 1807 byl v Konstantinopoli, kde byl zodpovědný za zlepšení obrany, a poté odešel do Itálie pod vedením generála Chasseloupa-Laubata. V roce 1809 velel útočnému praporu při obléhání Zaragozy a díky své dovednosti ho Napoleon jmenoval plukovníkem. V bitvě u Wagramu důstojnický kříž Řádu čestné legie. Byl poslán do Španělska, kde byl odpovědný za dohled nad obléháním Léridy a Mequinenzy a 23. června 1810 byl povýšen do hodnosti brigádního generála. Brzy se vrátil do Francie, byl připojen k císařskému štábu a doprovázel císaře jako pobočník v ruské kampani. Dne 23. června 1812 s Napoleonem jako švališér rekognoskoval břehy Niemenu a výšiny u Kaunasu.
Generál Haxo se vyznamenal v bitvě u Mogileva a byl málem zajat. Dne 5. prosince 1812 byl povýšen do hodnosti generálmajora . V roce 1813 ho císař pověřil velením inženýrů císařské gardy. V červnu se účastnil obléhání Hamburku. Po bitvě u Drážďan následoval Vandamma do Čech. Dne 30. srpna byl v bitvě u Chlumce generál Haxo zraněn a zajat s generály Vandammem a Guiotem du Repairem. Do Francie se vrátil až za první restaurace.
Během stodenního císařství velel ženistům v Královské gardě. Účastnil se bitvy u Waterloo. Haxo se poté podrobil Bourbonům. V roce 1815 byl propuštěn v rámci Restoration, poté byl součástí válečné rady povolané v roce 1816 soudit generála Lefebvre-Desnouettes v souladu s rozkazem z 24. července 1815 a odsoudil jej k trestu smrti v nepřítomnosti. V roce 1819 byl znovu dosazen jako generální inspektor pohraničních opevnění (Grenoble, Besançon, Dunkerk, Saint-Omer, Sedan, Fort l'Écluse, Belfort, Bitche).
Byl povýšen na generálního inspektora a velkodůstojníka Čestné legie. Ludvík Filip ho 29. října 1828 jmenoval velitelem Saint-Louis a 11. října 1832 ho jmenoval francouzským pairem, v roce 1833 státním radou a členem výboru pro opevnění. V roce 1832 řídil práce a velel ženistům během obléhání antverpské citadely. Během tohoto obléhání Haxo poprvé v masivním měřítku použil minomety, jejichž parabolické výstřely se ukázaly jako velmi účinné. I díky tomu byla rozsáhlá citadela dobyta za pouhých pět týdnů. Haxo přepracoval nebo vystavěl opevnění v Bitche, Ženevě, Benátkách, Mantově, Peschiera, Rocca d'Anfo, Konstantinopolu a Dardanelách, Modlinu, Gdaňsku, Grenoblu, Besançonu, Belfortu, Briançonu, Dunkerk, Saint-Omer, Sedanu. Celkem pracoval na téměř šedesáti místech.
V letech 1815-1830 vedl kampaň za opevnění Lyonu. Po souhlasu Ludvíka Filipa navrhl souvislé opevnění, ale Rohault de Fleury představil jiný projekt, systém 19 staveb včetně 10 pevností rozmístěných 600-800 m od sebe, 1500 a 2000 m od centra města. Tento obrovský projekt byl dokončen až v roce 1854. Lyon představuje s Paříží první francouzský příklad obrany velkého města samostatnými pevnostmi. Také v Paříži doporučil souvislý pás hradeb zahrnující předměstí, zatímco jiní odborníci byli pro pás tvořený stálými pevnostmi. V roce 1838 byl přijat plán, který kombinoval obě varianty. Práce byly dokončeny v roce 1845 Paříž tak získala tzv. Thiersovy hradby a 16 pevností, které zažily svůj křest ohněm během pruského obléhání na přelomu 1870/1871.
Byl nazýván Vaubanem 19. století, protože v letech 1800-1830 posílil nebo přestavěl kolem šedesáti opevnění a citadel a zúčastnil se 99 bojů a bitev, zejména obléhání.
François Nicolas Benoît Haxo byl pohřben na hřbitově Père-Lachaise (28 oddělení).